# Euryscaphus
Euryscaphus is een geslacht van kevers uit de familie van de loopkevers (Carabidae). De wetenschappelijke naam van het geslacht is voor het eerst geldig gepubliceerd in 1865 door MacLeay.

## Soorten
Het geslacht Euryscaphus omvat de volgende soorten:
- Euryscaphus angulatus Macleay, 1865
- Euryscaphus atratus Sloane, 1894
- Euryscaphus carbonarius (Castelnau, 1867)
- Euryscaphus dilatatus Macleay, 1865
- Euryscaphus obesus (Macleay, 1863)
- Euryscaphus subsulcatus Blackburn, 1888
- Euryscaphus waterhousei (Macleay, 1864)